# Acanthodelta subvariegata
Acanthodelta subvariegata là một loài bướm đêm trong họ Noctuidae.